# Doverská smlouva

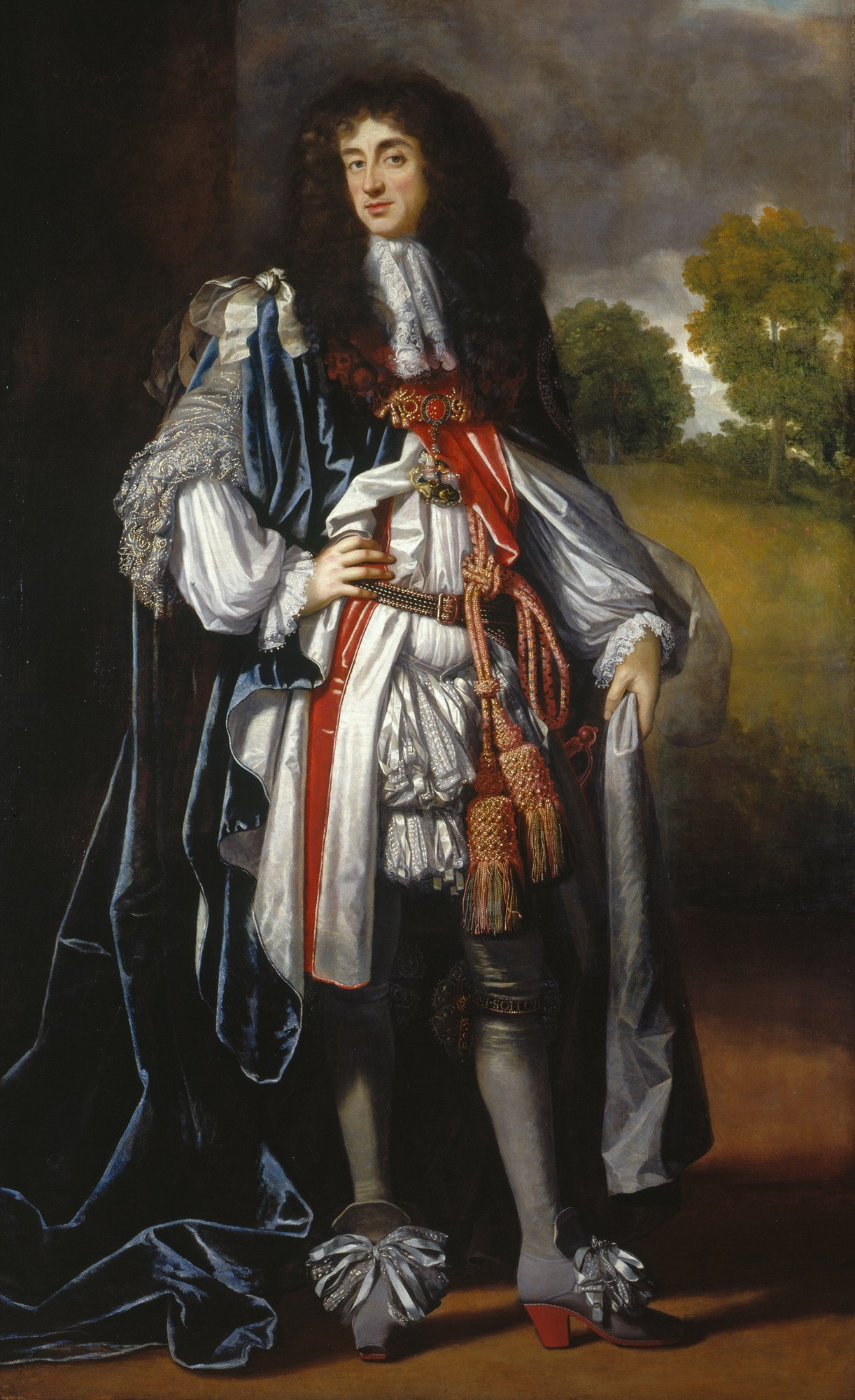
Anglický král Karel II. Stuart

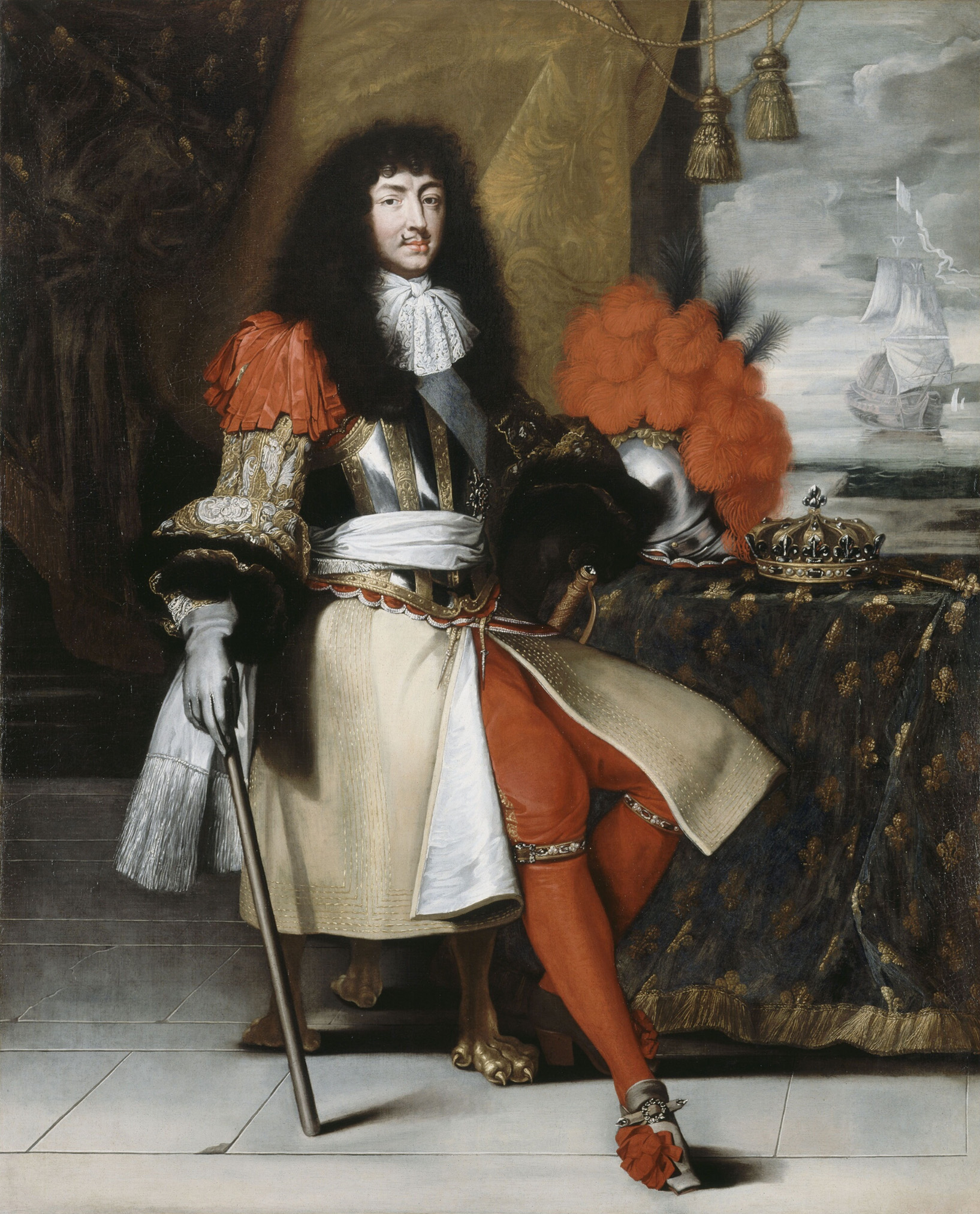
Francouzský král Ludvík XIV.

Doverská smlouva byla dohoda, uzavřená 1. června roku 1670 mezi anglickým králem Karlem II. a francouzským králem Ludvíkem XIV. o alianci mezi oběma jejich zeměmi proti Nizozemí a o konverzi Karla II. ke katolictví - Francie měla pomoci Anglii navrátit se ke katolictví, Anglie pak měla podpořit Francii při jejím tažení k podmanění Nizozemska.

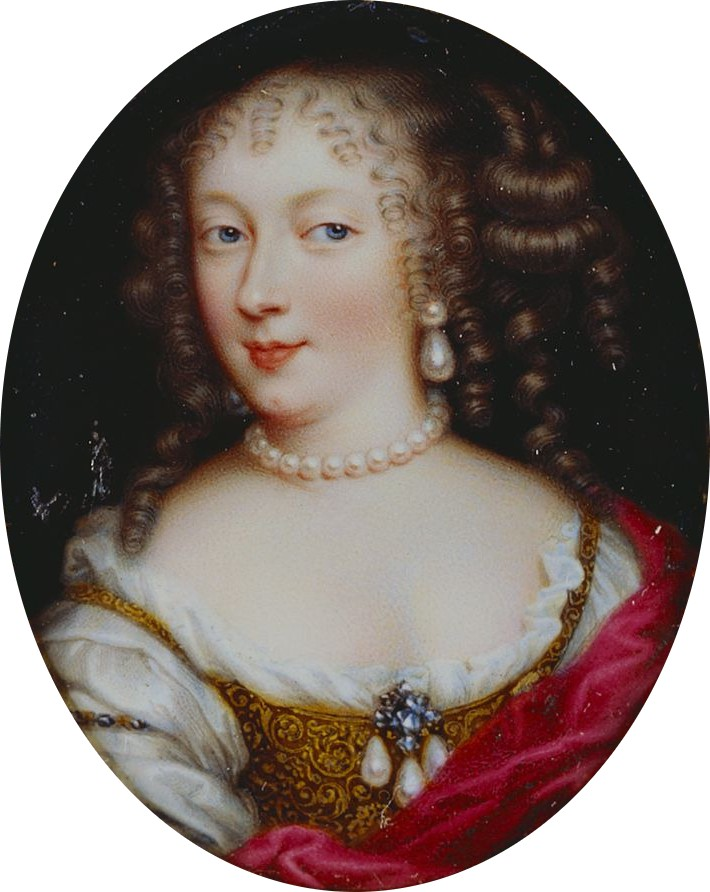
Henrietta Anna Stuartovna

Neví se přesně, z které strany vzešel první impuls k uzavření této smlouvy, je však zřejmé, že obě země jednaly o této možnosti utužení vzájemných vztahů od roku 1663. Jediní účastníci zahajovacích rozhovorů byli oba králové, Karel II. a Ludvík XIV., a Karlova sestra Henrietta Anna, vévodkyně d'Orléans, švagrová Ludvíka XIV., manželka jeho bratra Filipa.
Jednání nepokročila do roku 1669, kdy Karel II. měl jednat se svými rádci. Na tomto jednání oznámil, že by chtěl s celým královstvím oficiálně konvertovat ke katolické víře. Diskutuje se o tom, zda se tato schůzka opravdu uskutečnila. Třebaže největší podíl práce na vzniku budoucí smlouvy odvedla Henrietta Anna, definitivní podobu ji dali Henry Bennet a Thomas Clifford.
Francie slíbila platbu 2.000.000 livrů ročně a vojenské jednotky o síle 6.000 mužů na podporu Karla II. proti vnitřnímu odporu. Ačkoli anglický král oficiálně nekonvertoval, oslabila smlouva výrazně politickou pozici protestantismu v Anglii, on však se přece proti silnějšímu odporu především u šlechty nemohl důrazněji postavit. Druhá strana, Anglie, měla opustit Trojalianci se Švédskem a Nizozemím a podporovat Francii ve válce proti Nizozemí. Pokud by tato válka dopadla ve prospěch Francie, Anglie by získala řadu přístavů na dobytých územích. Smlouva byla základním předpokladem pro zahájení války proti Nizozemí, kterou společně započaly Anglie s Francií v roce 1672.